# Houtvezel (strooisel)

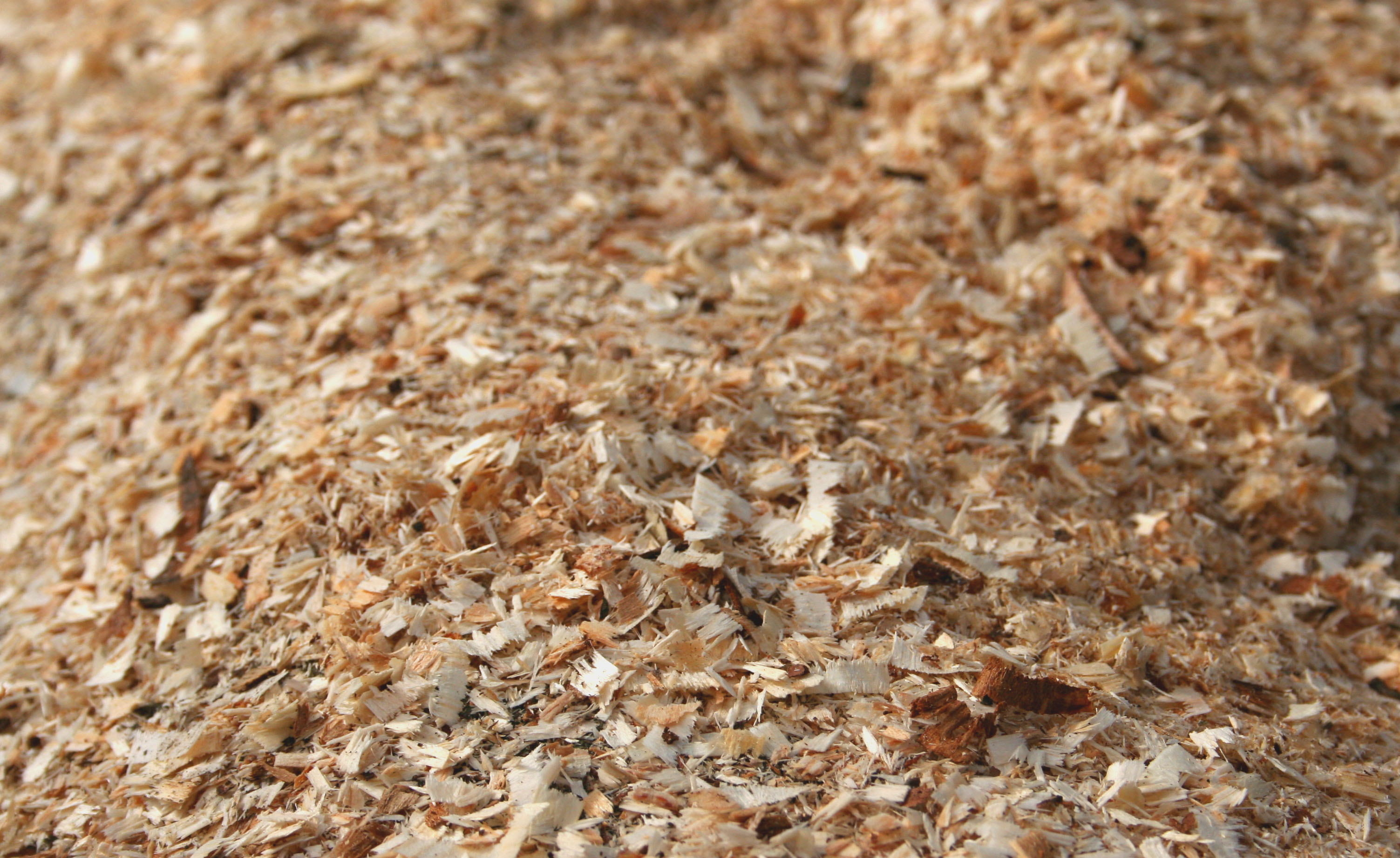
Houtvezel als bodembedekker

Onder de naam houtvezel verkopen dierenspeciaalzaken bodembedekking voor konijnenhokken of stallen: dit is een afvalproduct dat ontstaat bij het zagen of schaven van hout.  
Houtvezel van naaldhout is hiervoor volgens sommigen minder geschikt omdat het voor die dieren schadelijke stoffen zou bevatten, met name abietinezuur dat in de hars (colofonium) zit die in naaldbomenhout aanwezig is. Van colofonium is bekend dat het soms aanleiding geeft tot een contactallergie; het is meestal het bestanddeel waar mensen met een allergie voor bruine kleefpleister overgevoelig voor zijn. Verreweg de meeste mensen en dieren zijn echter niet allergisch.